# Буссе, Отто (военный)
Отто Буссе (нем. Otto Busse; 1901—1980) — немецкий участник Сопротивления против национал-социализма, праведник народов мира.

## Биография
Отто Буссе держал в Тильзите малярную мастерскую. Когда в 1933 национал-социалисты пришли к власти, он из оппортунизма вступил в НСДАП под номером 2 388 182. Когда в 1935 году преследование евреев в Германии усилилось, он в знак протеста вышел из партии, что помогло ему избежать принесения клятвы верности фюреру. После этого его лишили ремесленной лицензии и исключили из общественных и государственных контрактов. В его просьбе о разрешении на эмиграцию в США было отказано. В июне 1939 года его опять добровольно-принудительно попросили вступить в партию, что показалось ему безальтернативным вариантом и в 1940 году его новый членский номер стал 8 479 145. 
В 1939 году, с началом войны, Буссе был призван в полицейский резерв. В марте 1943 года он уволился из жандармерии и отправился вместе с женой и пятнадцатилетним сыном в оккупированный польский город Белосток. Там его фирма выполняла художественные заказы для гражданского и военного управления в округе Белосток. У него работало поначалу сорок еврейских работников с разрешением на работу, после ликвидации гетто в Белостоке в августе 1943 года работали только немцы и поляки. Обращение немецких оккупационных властей с поляками и евреями побудило его вступить в ряды сопротивления. Другими причинами были также его христианская вера, кроме того, его родной брат в Тильзите сидел в тюрьме как противник нацистов.
Когда Буссе в 1943 году хотел приобрести жильё для своих работников, он встретил Хайку Гроссман и Хасю Белицкую, которые жили у одной польской семьи с поддельными арийскими документами. Гроссман и Белицкая участвовали в еврейском сопротивлении в основном в качестве курьеров. Белицкая получила у Буссе работу в качестве секретарши. После того как она ему открыла, что она еврейка с поддельными документами, он помогал ей и дальше. Буссе в дальнейшем помогал еврейскому и польскому подпольному движению и предоставлял оружие, теплую одежду и медикаменты за свой счет. На его пишущей машинке печатались листовки против национал-социалистов. Гроссман познакомила его с немецким производителем текстиля Артуром Шаде, который тоже участвовал в сопротивлении. С двумя другими немцами, Бенешеком и Болле, они с начала 1944 года считались немецкой ячейкой партизанской бригады под советским руководством, которая должна была поставлять информацию. Когда в 1944 года фронт продвинулся к Белостоку, их пути разделились.
Буссе призвали в вермахт, и он попал в советский плен. Он содержался в лагере в районе Киева, был освобожден из плена в 1949 году.

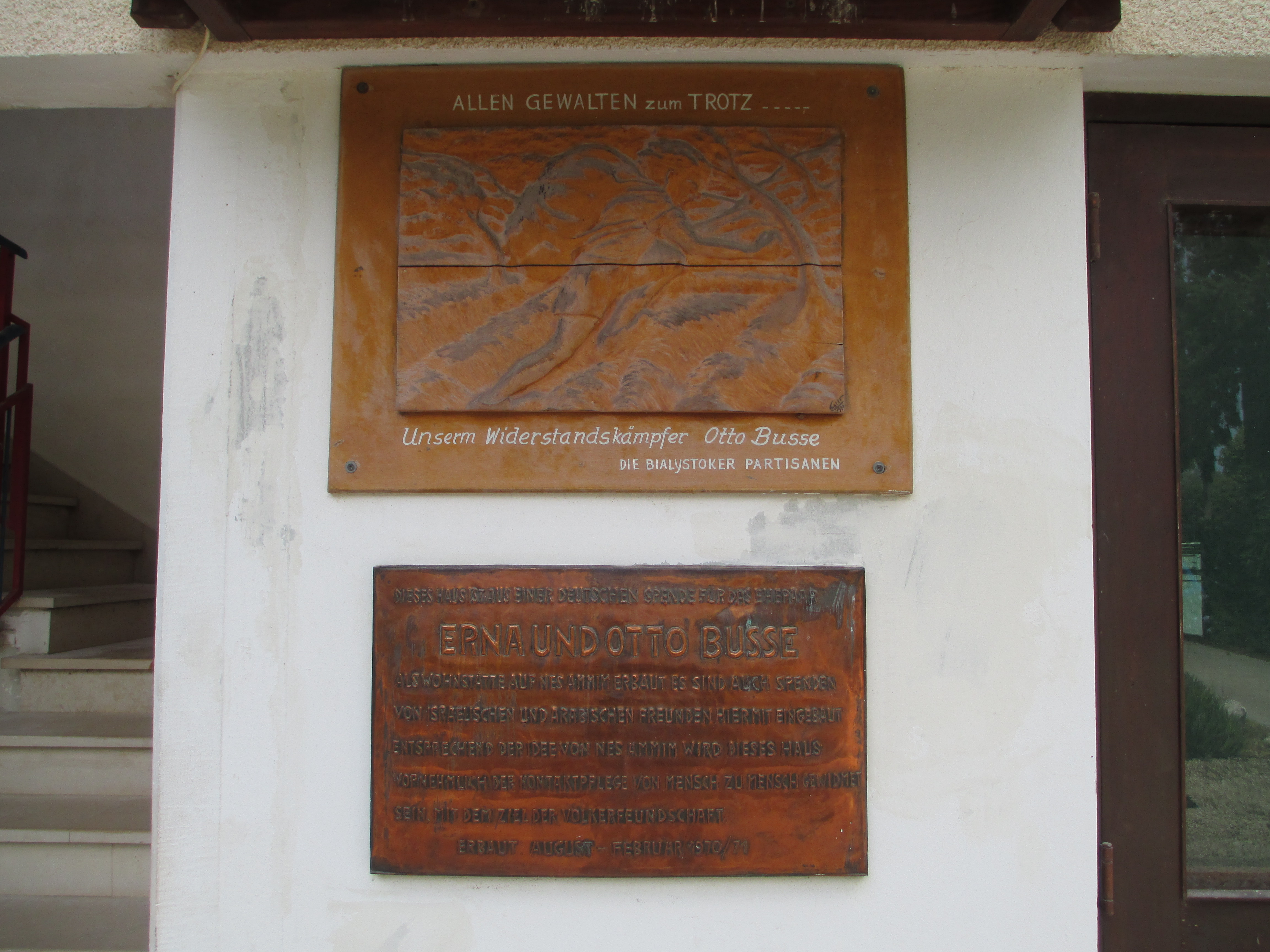
Мемориальная доска на доме Буссе в Нес-Аммим

Так как его родной город был аннексирован Советским Союзом, он переехал в Дармштадт, где нашёл работу в магазине «Хеншель и Роперц». В конце 1950 года он смог найти Хайку Гроссман и Хасю Белицкую с помощью еврейского агентства Сохнут и в ноябре 1961 поехал первый раз в Израиль. Буссе имел довольно своевольный характер, так, например, он отвергал принятие дипломатических отношений между Израилем и ФРГ в 1965 году и занимал позицию против Израиля. В то же время Гроссман, которая в 1969 году была депутатом кнессета от Мапам, была снисходительна к нему. Так как в Германии его критиковали как «немецкого друга евреев», в 1969 году он со своей женой Эрной переселился в кибуц Нес-Аммим на севере Израиля, который был основан в 1949 году голландскими протестантами.
23 апреля 1970 года в «Яд ва-Шем» Буссе было присвоено почётное звание «Праведник народов мира». ФРГ тогда, в свою очередь, наградила его орденом «За заслуги перед Федеративной Республикой Германия». На доме Буссе в Нес-Аммим бывшие партизаны разместили памятную табличку.
Отто и Эрна Буссе возвратились в Германию в 1972 в связи с ухудшением здоровья, израильское общество «Нес Аммим» предоставило им дополнительную пенсию.